# 马兰霞
马兰霞（1964年4月—），女，回族，北京人，中华人民共和国政治人物。中国人民大学管理学在职硕士。曾任北京市妇女联合会主席，现任北京市审计局局长。中共十九大代表。